# افرايم كيربي
افرايم كيربي (بالإنجليزية: Ephraim Kirby)‏ هو قاضي ومحامي وسياسي أمريكي، ولد في 23 فبراير 1757، وتوفي في 4 أكتوبر 1804. انتخب عضو مجلس نواب كونيتيكت.